# Mycket högt sammansatt tal
Inom matematiken är ett mycket högt sammansatt tal att naturligt tal n för vilket det finns ett positivt reellt tal ε sådant att för alla naturliga tal k större än 1 är
{\displaystyle {\frac {d(n)}{n^{\varepsilon }}}\geq {\frac {d(k)}{k^{\varepsilon }}}}
där d(n) är delarantalet av n.
De första mycket högt sammansatta talen är:
2, 6, 12, 60, 120, 360, 2520, 5040, 55440, 720720, 1441440, 4324320, 21621600, 367567200, 6983776800, 13967553600, 321253732800, 2248776129600, 65214507758400, 195643523275200, 6064949221531200, … (talföljd A002201 i OEIS)